# Némésis (étoile hypothétique)
Pour les articles homonymes, voir Némésis (homonymie).
Ne pas confondre avec l'astéroïde (128) Némésis
Némésis, ou Sol B en nom systématique, serait une étoile très peu lumineuse, éventuellement une naine brune qui formerait avec le Soleil un système binaire à très longue période d'après une hypothèse scientifique à présent réfutée. Nous savons qu'un tel objet n'existe pas, car s'il existait, les relevés (en particulier dans l'infrarouge) l'auraient déjà détecté.
Son orbite serait très excentrique, ce qui la ferait se rapprocher du Soleil à chaque révolution (d'une durée d'environ 26 millions d'années). La proximité de ce compagnon causerait alors des perturbations dans le nuage d'Oort, faisant plonger vers le Système solaire interne un certain nombre des comètes qui s'y trouvent. Cet afflux de comètes dans la région où sont situées les planètes augmenterait les risques de collision avec la Terre et pourrait être responsable de la cyclicité des grandes extinctions des espèces vivantes.
Les données géologiques ne semblent cependant plus devoir requérir de processus cyclique d’extinction, et les données d’observation astronomique infirment fortement l'existence d’un compagnon stellaire du Soleil. L'hypothèse Némésis n’est donc plus requise à la lumière des connaissances actuelles.
Le nom de Némésis est tiré de la mythologie grecque, où il représente la déesse de la vengeance.

## L'hypothèse Némésis
L'hypothèse Némésis a été proposée en 1984 par Richard A. Muller, travaillant à l'université de Californie à Berkeley.
L'idée de Richard A. Muller résulte de l'annonce de la découverte d'une périodicité (aujourd'hui très controversée, voir extinction massive) dans les dates des grandes extinctions des espèces vivantes sur Terre, ainsi que de la proposition faite par le prix Nobel de physique Luis Alvarez en 1980 que l'extinction des dinosaures (dite extinction du Crétacé) ait eu pour origine un impact cométaire.
Muller a ainsi proposé qu'une perturbation périodique du Nuage d'Oort, lieu où résident la majeure partie des comètes du Système solaire soit à l'origine des grandes extinctions. La perturbation serait causée par un compagnon du Soleil dont l'orbite se rapprocherait périodiquement du Soleil.

## Caractéristiques attendues de Némésis
D'après la troisième loi de Kepler, un corps orbitant autour du Soleil avec une période de 26 millions d'années aurait une orbite dont la taille (demi-grand axe) serait d'environ 90 000 unités astronomiques, soit plus d'une année-lumière.
Pour expliquer que ce compagnon hypothétique n'ait pas été détecté, il faut donc supposer que celui-ci soit extrêmement peu brillant, et soit donc une étoile de faible masse (naine rouge) ou une étoile avortée (naine brune), ce qui en fait un corps significativement plus léger que le Soleil.
L'hypothèse d'une période de 26 millions d'années ajoutée au fait que Némésis serait responsable du déclenchement de l'extinction des dinosaures lors d'un précédent passage au périastre indique qu'elle serait aujourd'hui située au voisinage de l'apoastre, c'est-à-dire de son point le plus éloigné du Soleil. Pour provoquer périodiquement un excès de comètes dans le Système solaire interne, elle doit également avoir une excentricité importante de façon à pénétrer le plus profondément dans le Nuage d'Oort à chaque révolution.
Il a été calculé qu'une étoile de 0,6 masse solaire aurait une influence négligeable sur le nuage de Oort si celle-ci le traversait à son extrémité. Pour affecter significativement le Nuage d'Oort, Némésis devrait certainement avoir une distance minimale d'approche au Soleil inférieure à une demi-année-lumière, ou alors une masse significativement plus grande que 0,6 masse solaire. Dans ce dernier cas sa luminosité aurait été telle qu'elle aurait été détectée et identifiée depuis longtemps.
Némésis n'ayant pas été détectée, elle doit donc nécessairement avoir une distance d'approche plus faible qu'une demi-année lumière et une masse très faible. Même dans ce cas il semble difficile d'expliquer pourquoi elle n'a pas été détectée. Muller prétend que c'est parce qu'elle se situe dans une région du ciel très dense en étoiles, à savoir celle du centre galactique (constellation du Sagittaire).

## Problèmes de l'hypothèse
Au-delà de l'idée générale d'un astre obscur, compagnon du Soleil, aucune prédiction quantitative n'a été effectuée par Muller et ses collaborateurs. En particulier, il n'a pas été prouvé qu'il existe une plage de masse et de paramètres orbitaux pouvant expliquer l'éventuelle périodicité dans les extinctions massives et la non détection directe de Némésis.
Muller affirme que le fait que de nouvelles naines rouges soient régulièrement découvertes dans un rayon de 10  à   20 parsecs (32  à   65 al) autour du Soleil est une indication forte du fait que de nombreux astres de ce type restent à découvrir près du Soleil.
Néanmoins, Némésis ne peut guère être située à plus de 2 années-lumière du Soleil, ce qui la rendrait significativement plus lumineuse (environ 6 magnitudes de plus qu'à 10 parsecs de distance) et donc bien plus facile à détecter à caractéristiques physiques identiques. De plus, si Némésis s'éloigne à plus de deux années-lumière du Soleil à chaque révolution, cela rend son orbite très sensible aux perturbations des autres astres environnants (Proxima du Centaure, par exemple, est située à moins de 4,5 années-lumière du Soleil).
Muller n'a pas effectué de calcul de la stabilité éventuelle de Némésis, mais celui-ci a été fait en 1984 par J. G. Hills, et il donne un résultat négatif. Muller conteste ce résultat et le présente comme compatible avec les calculs effectués par son collaborateur Piet Hut, qui concluent à une stabilité de l'orbite de Némésis sur le dernier milliard d'années.
Le fait que Némésis ait pu se former en même temps que le Soleil, et par suite rester dans une orbite à très longue période pendant près de 5 milliards d'années n'est pas affirmé avec certitude par Muller. Il indique par ailleurs que le peu de succès de sa théorie est uniquement dû à une présentation biaisée de ces deux résultats par l'éditeur de la revue Nature.
En tout état de cause, après une brève période d'intérêt, l'hypothèse de Némésis n'a plus donné lieu à une littérature scientifique notable depuis 1990, malgré de très nombreuses tentatives de Muller et de ses collaborateurs pour promouvoir cette hypothèse.
Paradoxalement, la périodicité des extinctions d'espèces a été avancée comme un argument contre l'hypothèse Némésis. En effet en 2010, une nouvelle étude statistique sur les données paléontologiques a confirmé l'existence d'un cycle d'extinction de 27 millions d'années, mais avec une régularité incompatible avec les perturbations attendues d'un astre se situant à une distance aussi éloignée du Soleil. Selon les auteurs, une autre cause doit être recherchée.
Aujourd'hui, l'hypothèse d'un compagnon distant et obscur du Soleil semble extrêmement peu crédible, bien que la possibilité qu'un astre passant ponctuellement au voisinage du Nuage d'Oort puisse le perturber significativement est avérée. Un tel astre est parfois appelé Némésis, y compris quand il perturbe le disque circumstellaire d'un autre astre.
L'hypothèse Némésis resurgit en 2017, lorsque deux chercheurs, Sarah I. Sadavoy et Steven W. Stahler, établissent que de manière générale, les étoiles d'une taille voisine de celle du Soleil naissent avec un jumeau. Dans 40 % des cas, le couple aboutit à une étoile double, et le reste du temps l'étoile jumelle quitte le giron et va poursuivre son périple ailleurs dans la galaxie. Cette théorie, qui doit faire l'objet d'une publication dans le Monthly Notices of the Royal Astronomical Society, est le fruit de l'observation du nuage moléculaire de Persée, « véritable pouponnière d'étoiles ».

## Influences astronomiques sur le nuage d'Oort
Si l'hypothèse de Némésis reste peu convaincante, la possibilité que des événements astronomiques soient reliés à des grandes extinctions a donné lieu à de nombreuses études. En particulier, il a été proposé d'expliquer l'éventuelle périodicité des extinctions massives par des oscillations du Soleil autour du plan galactique, chaque traversée du plan galactique augmentant les chances qu'un petit corps s'en approche suffisamment près pour perturber le nuage d'Oort.
Des calculs ont été effectués pour vérifier si une étoile aujourd'hui située au voisinage du Soleil s'en était approchée significativement dans le passé ou allait s'en rapprocher dans un futur proche. Une étude menée en 1999 a montré que les deux étoiles les plus susceptibles de causer des perturbations dans le Nuage d'Oort à la suite d'un passage rapproché du Soleil sont Algol il y a 7,3 millions d'années et Gliese 710 dans 1,4 million d'années.
La perturbation la plus importante, calculée sur une période de 10 millions  d'années, est celle qui sera causée par Gliese 710, qui se trouvera à 0,336 0 ± 0,161 parsecs, dans le nuage d'Oort, lors de son rapprochement maximal dans 1,36 million  d'années. Elle causera alors un excès estimé d'une comète à longue période par an plongeant vers le Système Solaire interne, avec des arrivées de ces comètes s’étalant sur 2 millions  d'années, ce qui représente une augmentation d’environ 50 % du flot entrant de ce type de comète (évalué à environ deux nouvelles comètes par an arrivant du nuage d'Oort), et une augmentation relativement modeste de 5 % du taux de cratérisation, n'augmentant pas significativement le risque d'un événement catastrophique conduisant à une extinction. Il n'est par contre pas possible d'effectuer la même analyse pour des époques plus anciennes, car les mesures des mouvements propres et parallaxes des étoiles concernées, beaucoup plus distantes, sont trop imprécises à l'heure actuelle[Quand ?][réf. nécessaire].

## Analogues extrasolaires
En 2006, une naine brune, HD 3651 B, a été détectée en orbite autour de l'étoile HD 3651 A (aussi nommée 54 Piscium), avec des caractéristiques orbitales proches de celles attendues pour Némésis autour du Soleil. L'étude de HD 3651B (ou HD 3651) suggère que si elle était plutôt liée au Soleil, elle serait invisible à l'œil nu pour un observateur terrestre, quoique facilement identifiable via les méthodes d'investigation astronomiques modernes. Adam J. Burgasser y voit néanmoins un analogue à Némésis, et une observation qui, liée aux autres du même type faites autour d’autres systèmes planétaires connus, pourrait indiquer le caractère ordinaire de ce genre d’association stellaire en conjonction avec des systèmes planétaires.

## Dans la culture
Isaac Asimov publie, en 1989, un roman intitulé Némésis. Dans ce livre, l'étoile éponyme, autour de laquelle gravitent la planète Mégas et son satellite Erythro, est masquée par un nuage de poussière cosmique qui la voile aux yeux des Terriens. L'étoile Némésis se dirige dangereusement vers le système solaire, menaçant la Terre de destruction.